# (100262) 1994 TV10
(100262) 1994 TV10 es un asteroide perteneciente al cinturón de asteroides, descubierto el 9 de octubre de 1994 por el equipo del Spacewatch desde el Observatorio Nacional de Kitt Peak, Arizona, Estados Unidos.

## Designación y nombre
Designado provisionalmente como 1994 TV10.

## Características orbitales
1994 TV10 está situado a una distancia media del Sol de 2,477 ua, pudiendo alejarse hasta 2,749 ua y acercarse hasta 2,206 ua. Su excentricidad es 0,109 y la inclinación orbital 10,62 grados. Emplea 1424 días en completar una órbita alrededor del Sol.

## Características físicas
La magnitud absoluta de 1994 TV10 es 15,9.